# Carpostalagma pulverulenta
Carpostalagma pulverulenta är en fjärilsart som beskrevs av Talbot 1932. Carpostalagma pulverulenta ingår i släktet Carpostalagma och familjen björnspinnare. Inga underarter finns listade i Catalogue of Life.